# Huzule
Der Huzule (auch Altösterreichischer Huzule) ist eine Ponyrasse und stammt aus der „Huzulei“, einem Gebiet in den Ostkarpaten nördlich des Flusses Bistritz, wo sich die Huzulen als Bergbauern niedergelassen haben.
Hintergrundinformationen zur Pferdebewertung und -zucht finden sich unter: Exterieur, Interieur und Pferdezucht.

## Exterieur
Der Huzule ist ein meist falbfarbenes, braunes oder geschecktes Pony mit einem Stockmaß von 125 cm bis 147 cm. Andere Farben sind selten, Schimmel sind für die Zucht nicht zugelassen. Der lange, gerade Kopf mit geradem oder leicht konkavem Profil, starken Ganaschen, kleinen Ohren, lebhaften Augen und großen Nüstern steht auf einem kurzen, kräftigen Hals mit starkem Unterhals, der ihm eine nur mäßige Aufrichtung verleiht. Dem wenig ausgeprägten, breiten Widerrist folgt ein kräftiger Rücken sowie eine kurze, schräg abfallende Kruppe mit niedrig angesetztem Schweif. Er hat eine kräftige, steile und kurze Schulter sowie einen breiten, tiefen und langen Rumpf. Die harten, trockenen Gliedmaßen stehen auf kleinen, sehr harten Hufen. Beim Huzulen sind häufig leichte Säbelbeine und Kuhhessigkeit zu finden, außerdem sind die Sprunggelenke häufig mangelhaft. Durch Veredelung mit Arabern konnten die Mängel teilweise ausgeglichen werden.

## Interieur
Der Huzule gilt als ausgesprochen robust, gesund und langlebig sowie instinktstark. Sein freundlicher Charakter, die sprichwörtliche Nervenstärke und Trittsicherheit machen ihn zu einem nahezu idealen Wanderreitpferd. Zudem ist er gelehrig und arbeitswillig.

## Zuchtgeschichte
Die Bergponys lebten dort in der Huzulei halbwild und dienten den Menschen als Trag- und Zugtiere. Ihre Fellfarbe ist meistens Braun, Isabell oder Falbe. Häufig haben sie Wildpferdabzeichen wie Schulterkreuz, Aalstrich und schwarze Fesselstreifung, was darauf schließen lässt, dass sie noch eng mit dem Urwildpferd Tarpan verwandt sind.

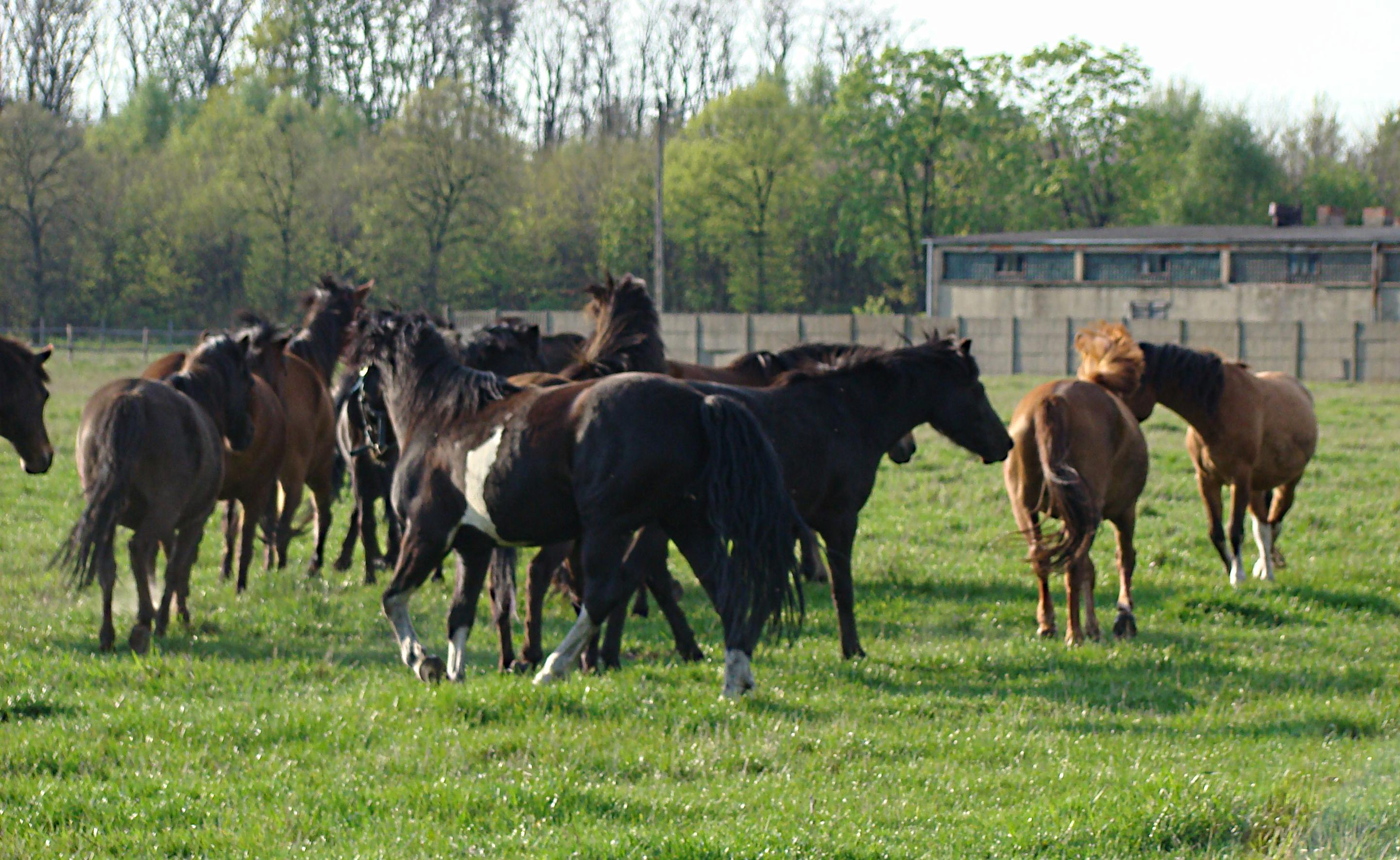
Auf der Weide

Um 1870 begann man damit, im Vorwerk Luczyna des k.k. Staatsgestüts Radautz für das k.u.k. Militär Huzulen mit Koniks, Arabern und englischen Hengsten zu kreuzen. Dadurch wurden die Pferde größer, verloren aber an Härte und Zähigkeit.
Nach dem Ersten Weltkrieg wurde der Bestand auf die Tschechoslowakei, Ungarn, Polen und Rumänien verteilt. Auf Anregung von Rittmeister Michał Holländer (aus Sudowa Wyschnja) wurde 1924 in der „Huzulei“ ein Stutbuch gegründet. Inzwischen wird der Huzule wieder rein gezüchtet.
Es gibt folgende Staats-Gestüte für die Zucht der Huzule:
- Rumänien: Lucina (zur Gemeinde Moldova-Sulița)
- Polen: Gładyszów, Odrzechowa[1]
- Slowakei: Topoľčianky
- Ungarn: Aggtelek

Die Pferderasse wird von der Republik Österreich im Zuge des Programmes für umweltgerechte Landwirtschaft seit 2001 als eine vom Aussterben bedrohte, erhaltenswerte Pferderasse geführt.

## Verwendung

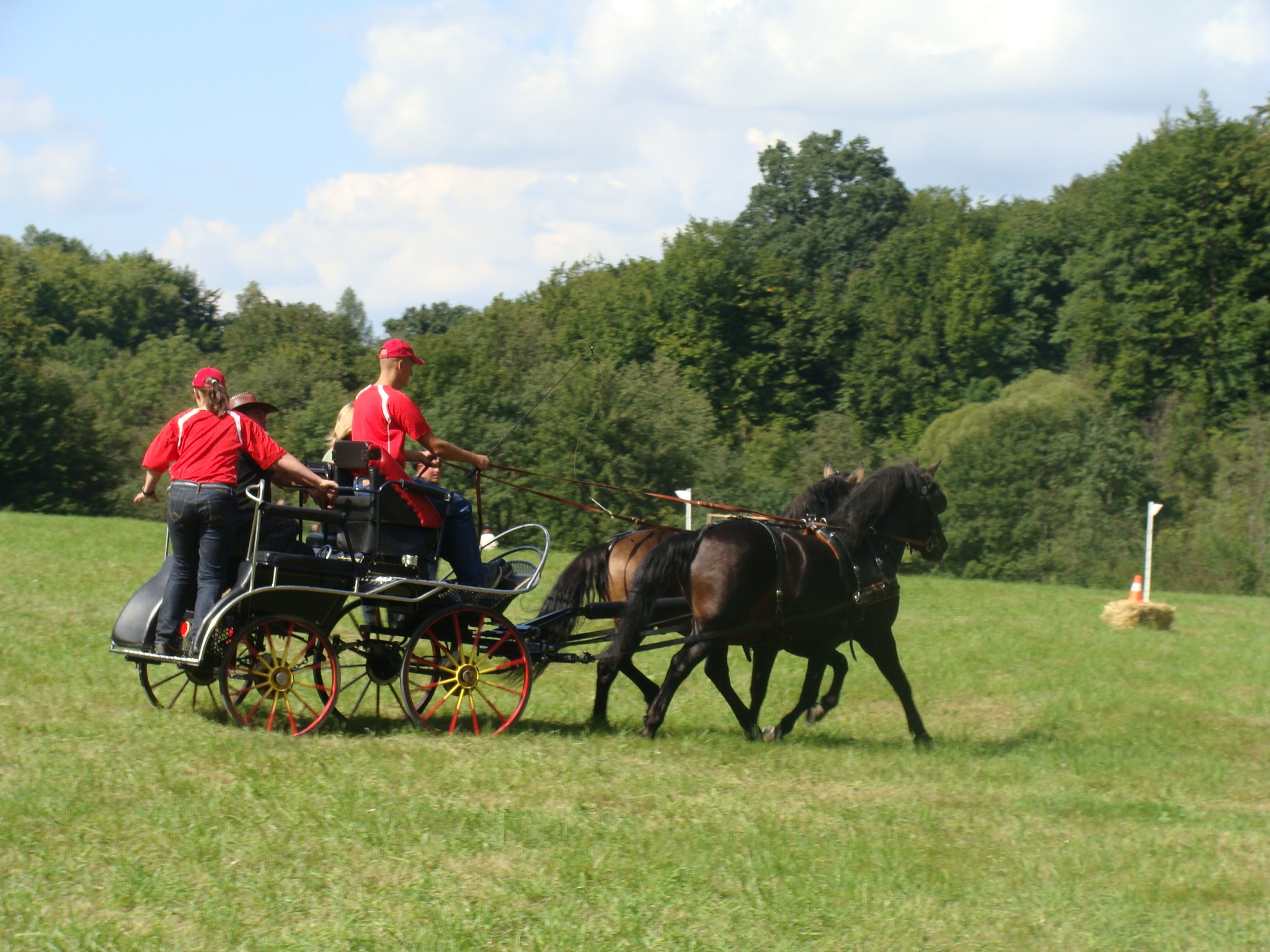
Huzule vor der Kutsche

Früher waren sie die Allzweck-Pferde der Bauern. Heute dienen sie hauptsächlich als Tragetiere und Zugpferde vor Kutschen. Auch als ausdauernde, trittsichere Wanderreitpferde sind sie sehr beliebt.

## Belege
1. ↑  http://www.huculy.com.pl